# Belusja Guba

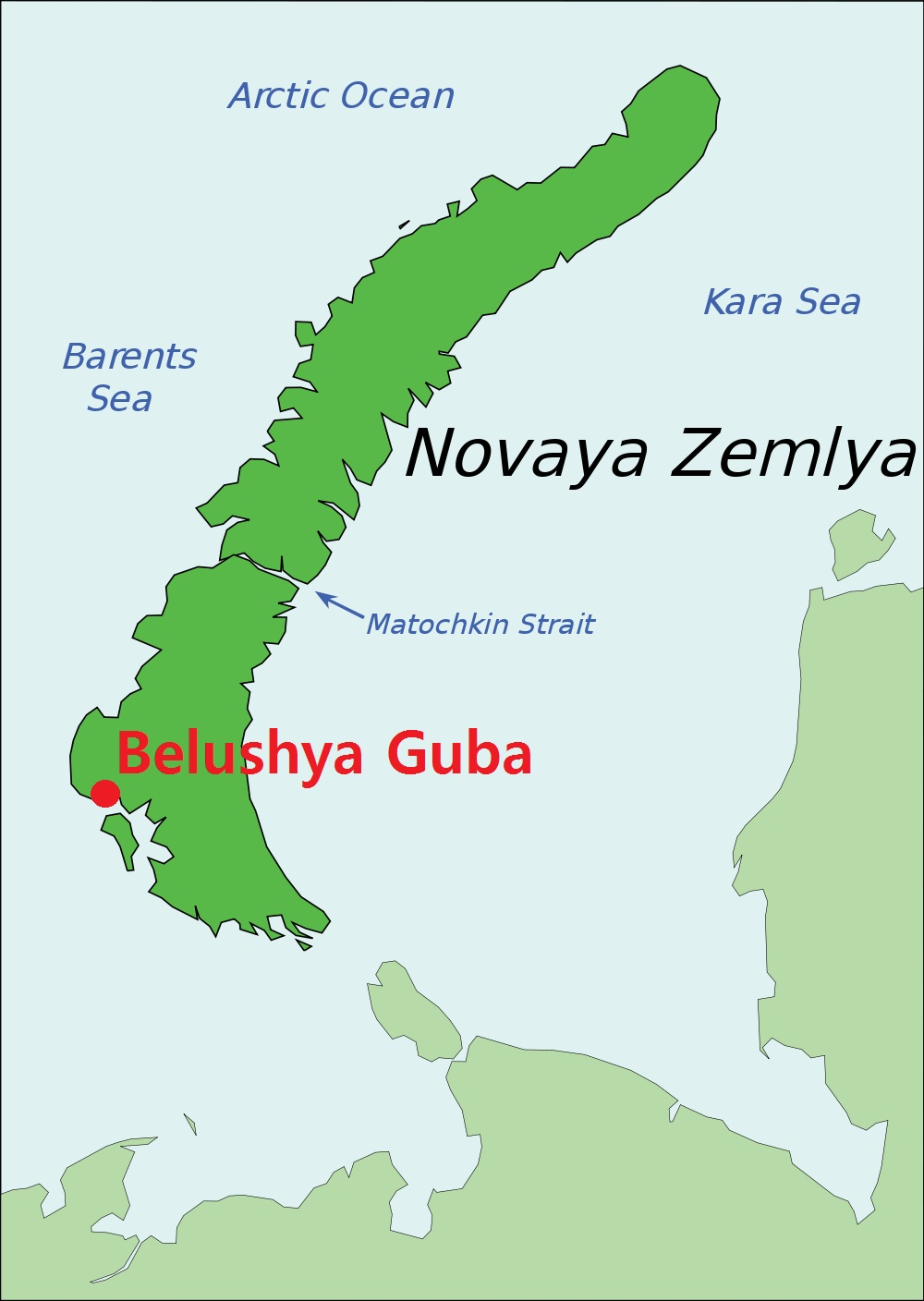
Belusja Gubas läge på Novaja Zemlja.

Belusja Guba (ryska Белушья Губа) är huvudorten för Novaja Zemlja, som ligger i Archangelsk oblast i Ryssland. Orten hade 2 308 invånare i början av 2015, vilket utgjorde cirka 81 procent av Novaja Zemljas hela befolkning.